# Renegade Legion: Interceptor
Renegade Legion: Interceptor est un jeu vidéo de stratégie publié par Strategic Simulations à partir de 1990 sur Amiga et IBM PC. Le jeu se déroule dans un univers de science-fiction et est basé sur une série de jeux de société créée par le studio FASA et inaugurée en 1987 avec le jeu de plateau éponyme, conçu par Jordan Weisman, Sam Lewis et Albie Fiore. Le jeu se déroule au 69e siècle alors que la galaxie tout entière est sous la domination du Terran Overlord Government, un empire humain s’inspirant de la Rome impériale. Face à cette hégémonie, la seule résistance vient des forces égalitaires du Commonwealth et de ses alliés, les légions éponymes. Outre les humains, la galaxie est occupés par de nombreuses races d’aliens souvent béliqueuses. 
Le jeu a bénéficié d’une suite, Renegade: Battle for Jacob's Star, publié en 1995 par Strategic Simulations et conçue par Daniel Cermak, Dan Hoecke et JamesLong.
À sa sortie, le jeu est plutôt bien reçu par les critiques,,,. 